# Phrypeus rickseckeri
Phrypeus rickseckeri är en skalbaggsart som beskrevs av Hayward. Phrypeus rickseckeri ingår i släktet Phrypeus och familjen jordlöpare. Inga underarter finns listade i Catalogue of Life.